# Jean-François Sacase
Pour les articles homonymes, voir Sacaze.
Jean-François Sacase est un magistrat et homme politique français né le 19 janvier 1808 à Saint-Béat (Haute-Garonne) et décédé le 11 juillet 1884 à Toulouse (Haute-Garonne).

## Biographie
Magistrat, Jean François René Fabien Sacase est en poste à Bordeaux en 1849, puis comme conseiller de cour d'Appel à Amiens en 1850. Il est conseiller à la Cour d'Appel de Toulouse en 1852 et président de Chambre en 1868. Il prend sa retraite en 1875. Il est conseiller général du canton de Saint-Béat en 1865, et président du conseil général. En 1871, il est élu représentant de la Haute-Garonne et siège à droite. Il est inscrit à la réunion des Réservoirs.
Il est sénateur bonapartiste de la Haute-Garonne de 1876 à 1879.
Il était aussi membre de l'Académie des Jeux floraux, ainsi que l'Académie de législation dont il est secrétaire perpétuel de 1855 à 1867.

### Sources
- « Jean-François Sacase », dans Adolphe Robert et Gaston Cougny, Dictionnaire des parlementaires français, Edgar Bourloton, 1889-1891 [détail de l’édition]